# Eustala brevispina
Eustala brevispina là một loài nhện trong họ Araneidae.
Loài này thuộc chi Eustala. Eustala brevispina được Willis J. Gertsch & Michael Davis miêu tả năm 1936.